# Диоцез Векшё

Герб диоцеза Векшё

Расположение диоцеза Векшё

Диоцез Векшё — диоцез Церкви Швеции. Бывшее католическое епископство (1163—1530). С 2015 года епископом Векшё является Фредрик Модеус.
Диоцез Векшё расположен на юге Швеции и включает в себя большую часть лена Йёнчёпинг на севере; южную и центральную части лена Кальмар и остров Эланд на востоке; лен Крунуберг на юге; и небольшую часть Халланда на западе. Диоцез состоит из 249 приходов и имеет самую высокую посещаемость церкви в Швеции.
Кафедральным собором диоцеза является Кафедральный собор Векшё. Когда в XII веке началось строительство собора, Векшё стал важным религиозным центром диоцеза. По легенде Святой Зигфрид жил, умер и был похоронен в Векшё.